# Epiphragma subobsoletum
Epiphragma subobsoletum är en tvåvingeart som beskrevs av Alexander 1936. Epiphragma subobsoletum ingår i släktet Epiphragma och familjen småharkrankar. Inga underarter finns listade i Catalogue of Life.